# Golspie
Golspie (Schots-Gaelisch: Goillspidh) is een klein kustdorp in het noordoosten van Schotland, in het raadsgebied Highland. Het dorp is gesitueerd aan de Moray Firth, aan de voeten van Ben Bhraggie (394 m).
Ten noorden van Golspie ligt Dunrobin Castle, de zetel van de Clan van Sutherland.
Aan de zuidkant van het dorp ligt station Golspie, een station aan de Far North Line.

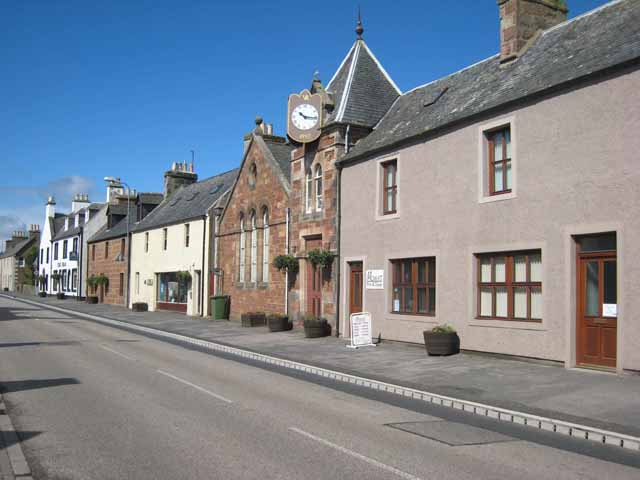
Stadscentrum
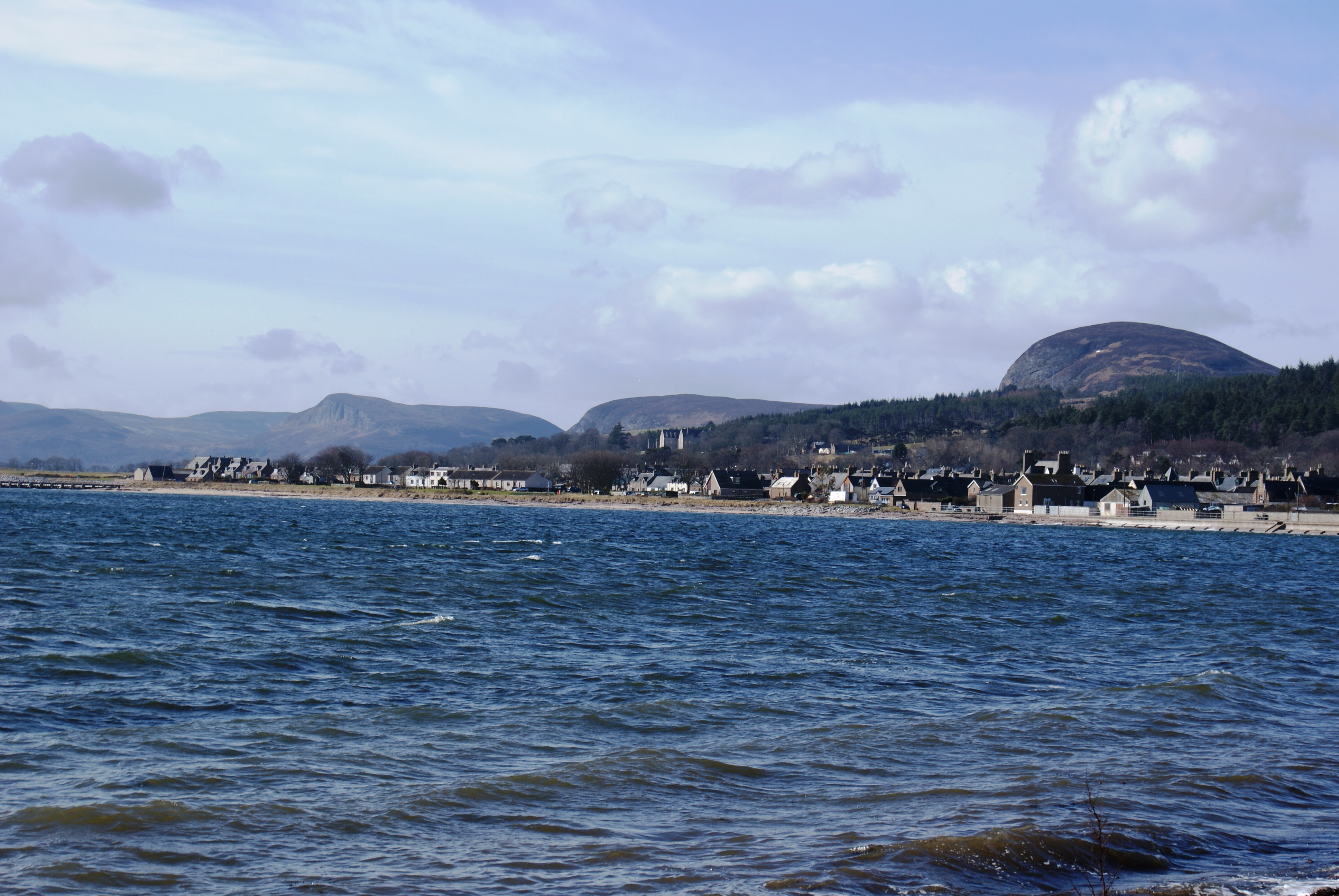
Kustlijn
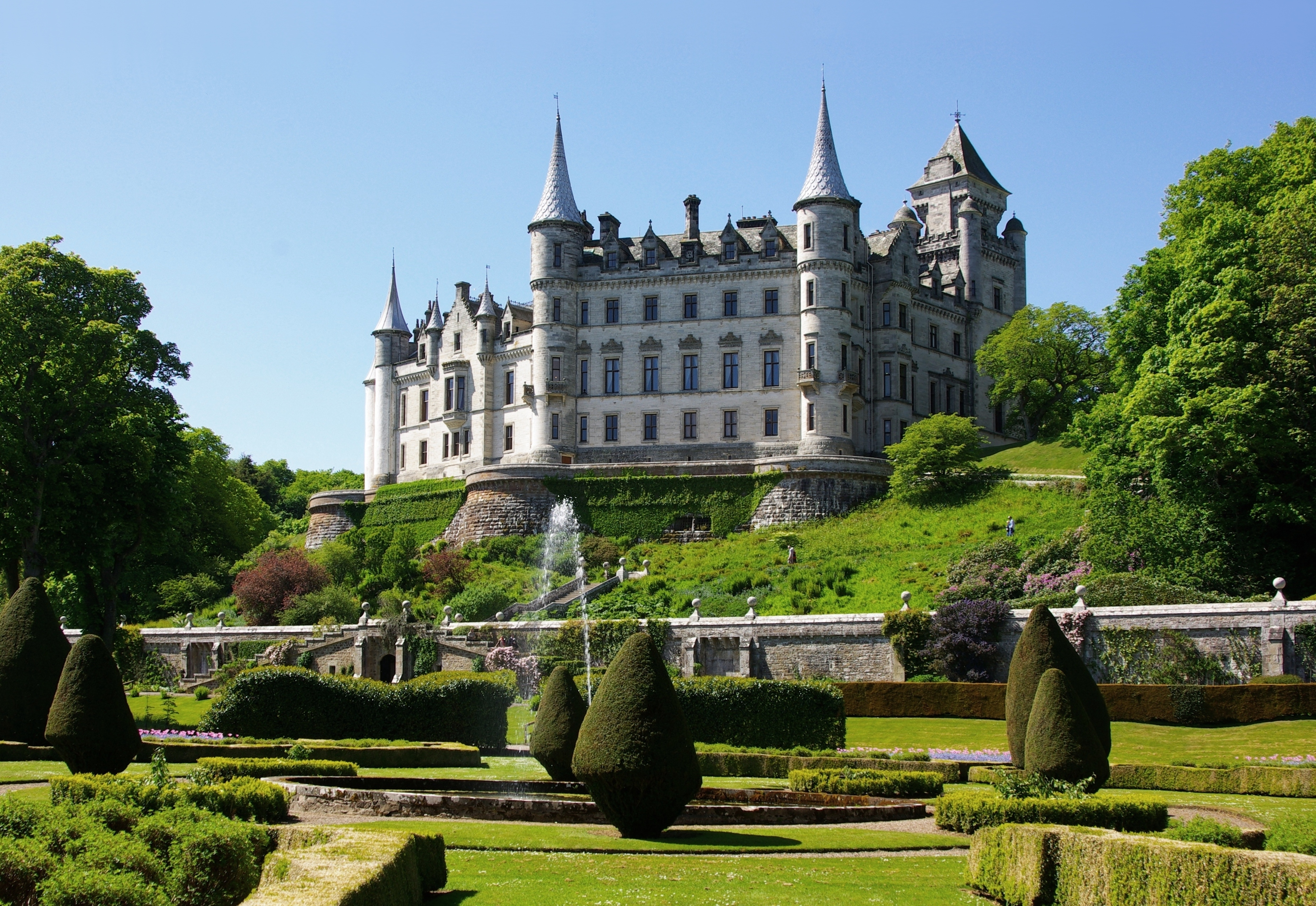
Kasteel Dunrobin

## Geboren
- Jimmy Yuill (1956), acteur